# 中鉢明子
中鉢 明子（ちゅうばち あきこ、1982年2月18日 - ）は、日本のタレント、女優、モデル。2012年までホリプロに所属していた。

## 人物・来歴
2004年、玉川大学文学部教育学科（現・教育学部）卒業。大学在学中は初等教育を学び、小学校教諭第一種免許を取得。
デビュー前は、バックパック1つで、アジア・アフリカ・南米を、ボランティアをしながら旅行していた。グラビアではアフリカで買った布で作った衣装を着て登場したこともある。
テレビ東京「未来MODEL」では、ファイナリストに残った。
2007年ミス・ユニバース・ジャパンで第3位に選ばれた（優勝は森理世）。2008年、横浜で開催された第4回アフリカ開発会議のオフィシャルサポーターに就任した。
声や容姿が似ていることから、和田アキ子の半生を描いたドラマ「和田アキ子物語」（2008年6月20日放送）のオーディションを勝ち抜き、主演に抜擢された。和田本人からは「分身」と公認されていて、同じく和田の半生の舞台化である「5年目のハイヒール」（2010年9月、三越劇場）でも主演し、歌も披露した。
2013年1月1日よりそれまで所属していたホリプロを離れ、3月から5月にかけ東日本大震災の被災地をボランティアとして巡り、その後はニューヨークに拠点を移して活動する予定であることをオフィシャルブログにて報告した。
2013年6月23日に結婚。ちょうど一年後に妊娠が分かり、2015年2月16日に女の子を出産した。
特技は、書道（5段）、バスケットボール、水泳、ピアノ、英語。「熱血!平成教育学院」や「ネプリーグ」では、「インテリ美女」という肩書きだった。趣味は、さまざまな国の硬貨収集である。

## 出演

### テレビ
- 未来MODEL
- 熱血!平成教育学院
- ネプリーグ
- CATVネットワーク 〜すばらしき私の街〜スペシャル（NHK BS2、2007年12月15日） - ゲスト
- 謎缶（NHK総合、2008年5月8日） - ゲスト
- セレクションX The Museum（テレビ朝日） - レギュラー（～2008年9月）
- 地球感動配達人 走れ!ポストマン（毎日放送） - レギュラー（2008年10月～）
- 和田アキ子物語（フジテレビ系列） - 主演 和田アキ子 役
- ヒットメーカー 阿久悠物語（日本テレビ） - 和田アキ子 役
- ネクスト・スペシャル・小池栄子の世界トンガリTV（NHK総合、2008年12月22日）
- リアル・クローズ（関西テレビ、2009年11月3日）第4話 - 戸部和泉 役
- 曲げられない女（日本テレビ）第7話
- NHK番組たまご 「冒険者」精霊の密林に挑む～マレーシア・ボルネオ島～ （NHK総合、2010年8月19日） - リポーター
- ワンダー×ワンダー「ブラジル・南米最大の里帰り」（NHK総合、2010年12月18日）
- 地球アゴラ（NHK BS1、2011年5月15日） - ゲスト
- 蛇蝎のごとく（テレビ東京、2012年3月14日） - 青木ミナミ 役

### インターネット番組
- コイカツ　恋愛ノウハウトークライブvol.2（マシェリバラエティ　マシェバラ 2010年4月30日）

### 映画
- 綱引いちゃった!（2012年） - 吉田沙織 役

### 舞台
- さまぁ〜ず ライブ7 - ゲスト（2009年、恵比寿ザ・ガーデンホール）
- 和田アキ子物語 - 主演（2010年）